# Загаров Олександр Сергійович
Олександр Сергійович Зага́ров (нар. 1877 — пом. 9 травня 1945) — російський радянський театральний актор. Заслужений артист Узбецької РСР з 1935 року.

## Біографія
Народився у 1877 році. На сцені з початку XX століття. За рекомендацією і за підтримки Миколи Щорса організував і впродовж 1918—1922 років очолював Чернігівський перший радянський театр, де ставив п'єси-агітки.
У 1920-х роках грав у театрах Києва, Гомеля, Кам'янця-Подільського, Житомира. У період перших п'ятирічок разом з артистичними колективами виїжджав на найбільші будівництва Уралу і Кузбасу.
Впродовж 1933—1938 років працював в Ташкентському російською театрі. З 1938 року — актор Орловського драматичного театру. Помер 9 травня 1945 року.

## Ролі
- Галушка — «В степах України» Олександра Корнійчука;
- Берсенєв — «Розлом» Бориса Лавреньова.